# Hohe Landesschule
Die Hohe Landesschule (Kurzbezeichnung: HOLA) ist eine 1607 in Hanau gegründete Lehranstalt und heute ein Gymnasium mit rund 1440 Schülern.

## Geschichte
Nach der Pest-Epidemie in den Jahren 1605–1607 war die deutsche Schule in Hanau geschlossen worden. Nach dem Vorbild der Hohen Schule Herborn stiftete Graf Philipp Ludwig II. von Hanau-Münzenberg am 18. Juli 1607 die Hohe Landesschule Hanau als gymnasium illustre. Das bedeutete, dass die Lehrinhalte in den oberen Klassen denen der Universität angenähert waren, also Fächer wie Jurisprudenz und Theologie aufwiesen. Inhaltlich war die Schule von der reformierten Glaubensrichtung geprägt. Vom 16. Jahrhundert bis ins erste Viertel des 19. Jahrhunderts wurden hier etwa die Hälfte der reformierten Pfarrer für die Grafschaft Hanau-Münzenberg und die benachbarte Grafschaft Isenburg ausgebildet.
Es gelang nicht, die Einrichtung zu einer Universität weiterzuentwickeln. Sie bestand bis in die napoleonische Zeit als gymnasium illustre weiter. Im Großherzogtum Frankfurt wurde die reformierte Hohe Landesschule 1812 mit dem lutherischen Gymnasium fusioniert. Als konfessionsübergreifendes Gymnasium sollte sie eine Modellschule für das Großherzogtum darstellen. Gründungsdirektor der fusionierten „Simultanschule“ wurde Johannes Schulze.
Heute ist die Schule ein Gymnasium der Stadt Hanau.

## Standorte

### Erstes Schulgebäude

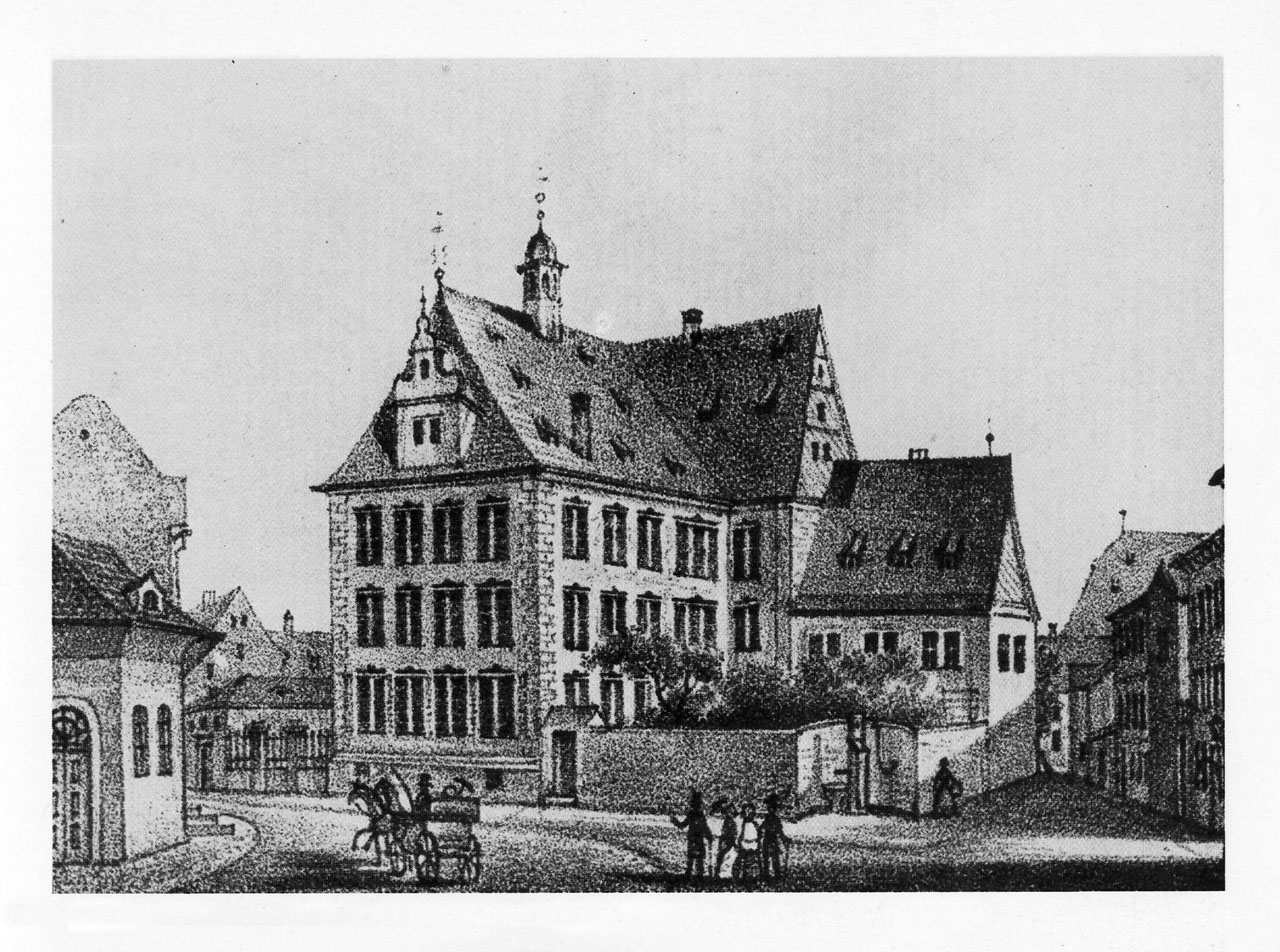
Das erste Gebäude der Hola, errichtet 1612–1665, im Jahr 1787 nach einer Zeichnung von Gustav Frank

Der Grundstein zum ersten Schulgebäude wurde am 5. April 1612 gelegt. Es basierte auf Entwürfen des Kurpfälzischen Baumeisters Jacob Thomann und des Baumeisters Jacob Stupan. Der Bau verzögerte sich durch den frühen Tod von Philipp Ludwig II. und später durch den Dreißigjährigen Krieg, sodass das Gebäude erst am 21. Februar 1665 unter der Regierung des Grafen Friedrich Casimir (1641/1642–1685) durch Baumeister August Rumpff fertiggestellt und eingeweiht werden konnte. Da sich die Einrichtung des Gebäudes aber bis zum 18. August 1680 hinzog, wurde letztlich eine zweite Einweihungsfeier veranstaltet. Es befand sich am heutigen Freiheitsplatz, etwa da, wo heute das Gewerkschaftshaus steht.
Das Gebäude war dreistöckig und aus Bruchsteinen errichtet. Jedes Stockwerk hatte einen Mittelgang, an dem fünf oder sechs Unterrichtsräume lagen. Im ersten Stock befand sich eine Aula. Erschlossen wurde das Gebäude über zwei Treppenhäuser an der Portalfront. Einziger Schmuck des Gebäudes war ein Renaissance-Portal von 1664 mit dem Allianzwappen von Graf Friedrich Casimir und seiner Frau, Gräfin Sibylle Christine von Anhalt-Dessau. Das Portal ist heute noch erhalten und steht auf dem Gelände der heutigen Hola.
Der Dachstuhl wurde am 24. Mai 1911 zunächst durch einen Brand zerstört und durch ein flaches Notdach ersetzt. Im Zweiten Weltkrieg wurde das Gebäude durch den Luftangriff auf Hanau am 19. März 1945 bis auf Teile der Außenmauern zerstört, die später abgerissen wurden.

### Zweites Schulgebäude

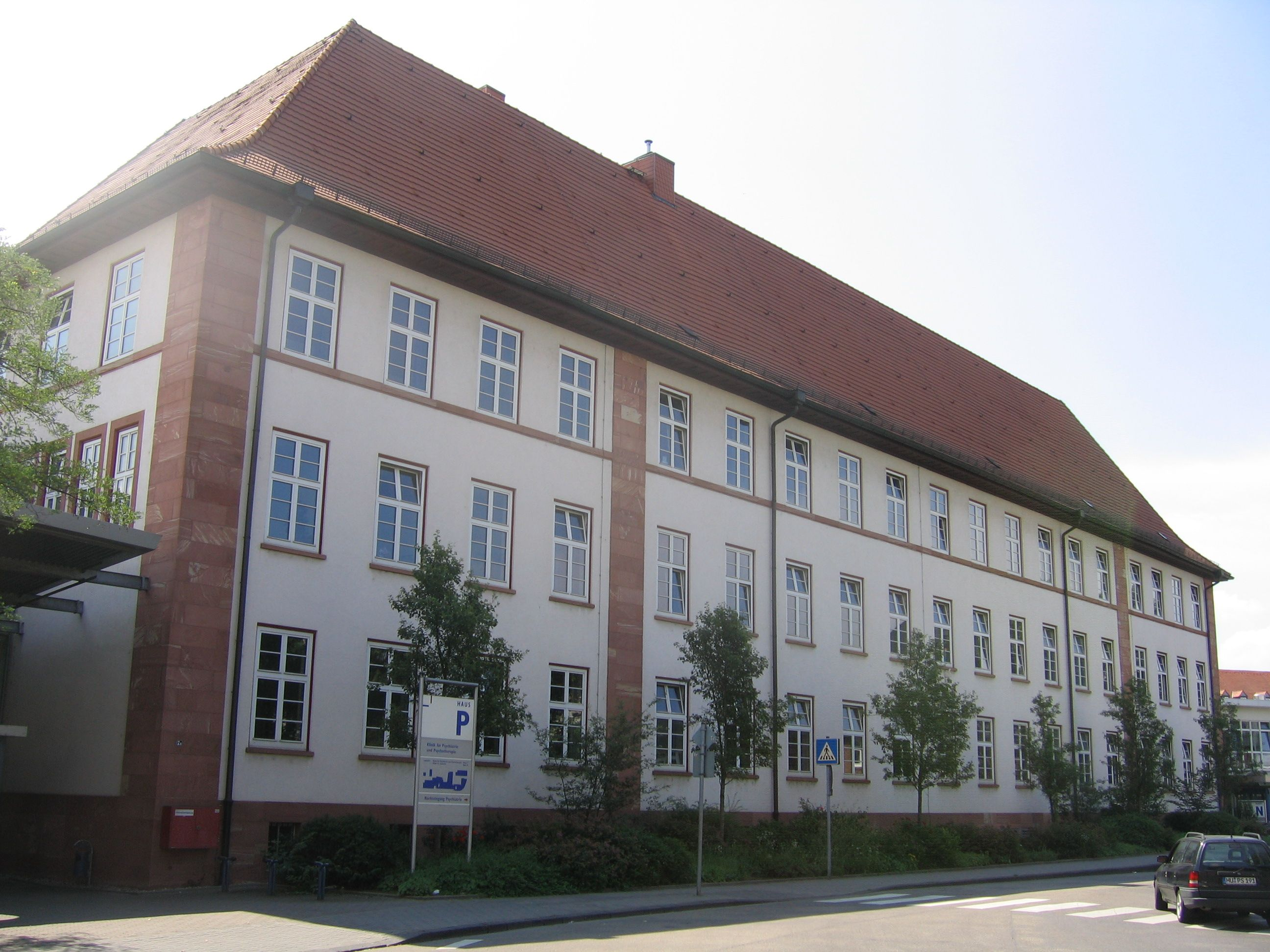
Altbau der Hohen Landesschule am zweiten Standort von 1923/25, heute: Psychiatrie der Städtischen Klinik

Als Ersatz wurde 1923–1925, nach einem Entwurf von Albert Tuczek, ein Gebäude an der heutigen Julius-Leber-Straße errichtet, weitestgehend als schlichter Zweckbau, mit einigen eklektizistisch-neo-ägyptischen-Applikationen. Nach Ausbesserung der Schäden des Zweiten Weltkriegs wurde in den 1950er Jahren rechtwinklig ein Flügel angefügt, der auch die bestehende Turnhalle mit einbezog, und in den 1960er Jahren im Norden ein Anbau mit Räumen für die naturwissenschaftlichen Fächer. Das Ensemble dient heute als Psychiatrie der Städtischen Kliniken Hanau.

### Drittes Schulgebäude

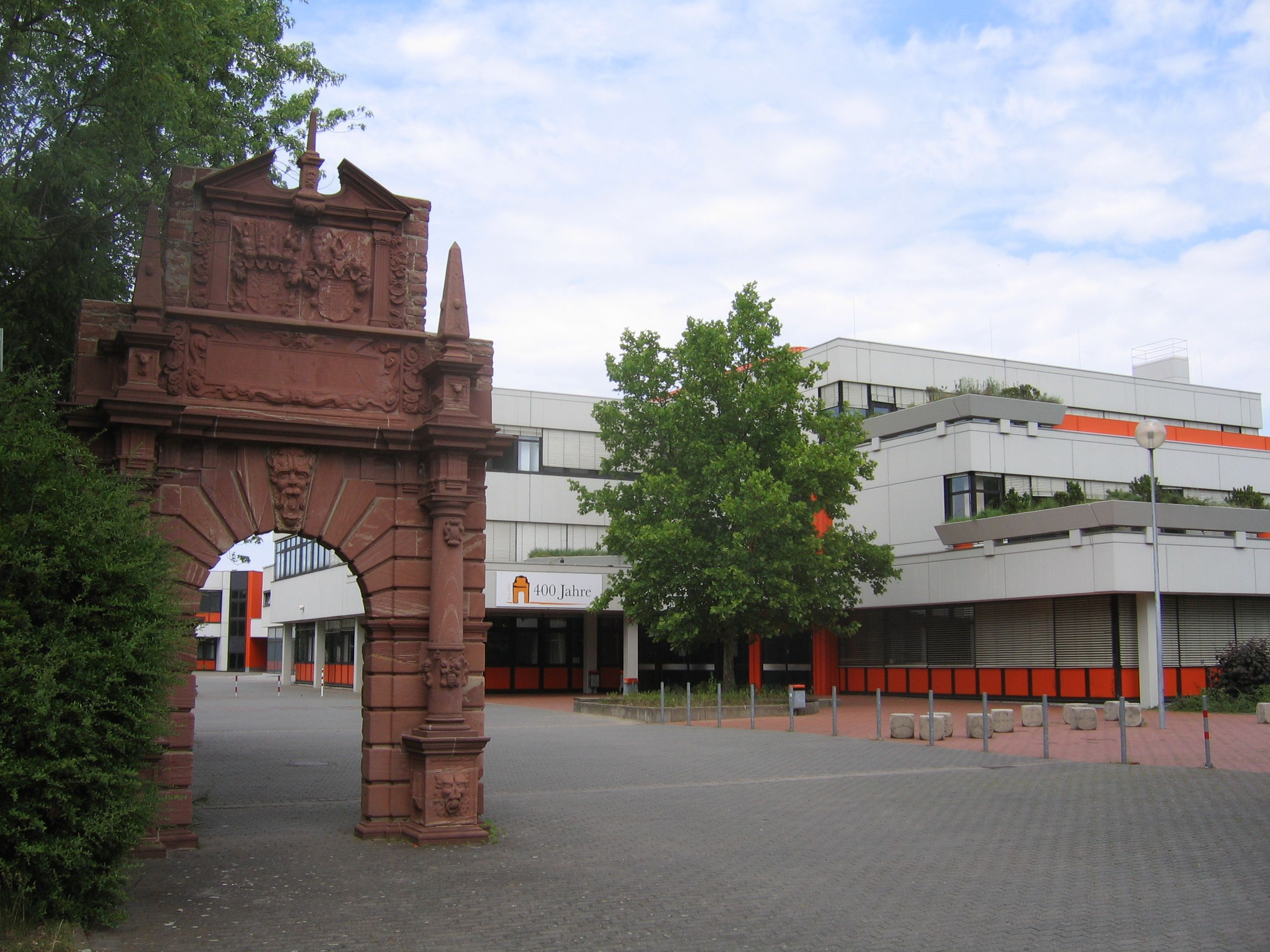
Neubau der Hohen Landesschule von 1978 mit dem Tor des ersten Schulgebäudes aus den Jahren 1612–1665

1978 bezog die Hohe Landesschule einen Neubau am Alten Rückinger Weg. Das Eingangstor des ersten Gebäudes blieb erhalten und wurde als Solitär auf das heutige Schulgelände gestellt.

## Heutige Situation
Im Schuljahr 2004/2005 wurde die Schulzeit um ein Jahr verkürzt (Abitur nach zwölf Jahren, G8), ein Ganztagsangebot wurde erarbeitet. Ab dem Schuljahr 2013/2014 bestand eine Wahlmöglichkeit zwischen G8 und G9, die aber seit dem Schuljahr 2017/18 nicht mehr vorhanden ist.
Die Schule hatte im Schuljahr 2005/2006 1.198 Schüler (52,5 % männlich, 47,5 % weiblich). Der Ausländeranteil lag bei 9,2 %. Die Schüler kommen je zur Hälfte aus der Stadt Hanau und dem Main-Kinzig-Kreis; aufgrund einer vertraglichen Vereinbarung ist die Hohe Landesschule für Schüler aus den Gemeinden Bruchköbel, Erlensee und Nidderau, die eine Gymnasiallaufbahn anstreben, zuständig.
Seit März 2007 hat die Schule eine eigene Mensa und seit August einen weiteren Unterstufenanbau. Im Herbst 2010 wurden erneuerte naturwissenschaftliche Räume fertiggestellt.
Im Frühjahr 2017 wurde das „Grüne Klassenzimmer“ im Freien durch zwei weitere solcher Klassenräume ergänzt. Außerdem wurden weitere Campus-Erneuerungen umgesetzt, u. a. ein japanischer Garten und ein neuer Fußball- und Basketballplatz.
Die Schule bietet neben dem lehrplanmäßigen Unterricht auch andere Möglichkeiten, sich am Schulleben zu beteiligen. So werden Wahlfächer angeboten wie die Theater-AG, die Japan-AG und weitere Arbeitsgruppen im naturwissenschaftlichen, musischen und sportlichen Bereich (z. B. Basketball, Fußball, Rudern, Schach). 2017 erhielt die Schule die Zertifizierung zur MINT-Schule, 2019 die als digitale Schule.
In regelmäßigen Abständen finden Autorenlesungen und Schreibwerkstätten in der Schule statt, unter anderem mit der Lyrikerin und Buchautorin Safiye Can, die seit 2013 Schuldichterin der Hohen Landesschule ist. Die Schule nimmt regelmäßig an Wettbewerben und Projekten teil wie z. B. MUN-SH, Jugend forscht oder Jugend debattiert.
Seit Frühjahr 2022 befinden sich in jedem Klassenraum digitale Tafeln. Sie verfügen über einen eingebauten Computer sowie einen Touchscreen.

## Lehrer
- Johann Philipp Pareus (1576–1648), Theologie und Humanist
- Paul Tossanus (1572–1634), Theologe und Humanist
- Johann Jacob Gantesweiler (1631–1691), Theologe und Hochschullehrer, Professor Primarius von 1665 bis 1677, Rektor von 1665 bis 1670
- Johann Heinrich Schweizer (1646–1705), Theologe
- Anton Klingler (1649–1713), Theologe und Prediger
- Nicolaus Gürtler (1654–1711), Theologe
- Gottfried Jüngst (1665–1726), Theologe
- Heinrich Jacob van Bashuysen (1679–1750), Theologe und Orientalist
- Theodor Hase (1682–1731), Theologe
- Heinrich Philipp Zaunschliffer (1686–1761), Jurist
- Friedrich Peter de Spina (1688–1721), Jurist
- Ludwig Georg Mieg (1705–1761), reformierter Theologe, Professor der Philologie und Kirchengeschichte
- Samuel Endemann (1727–1789), Theologe
- Johann Balthasar Hundeshagen (1734–1800), Jurist und Rektor von 1761 bis 1767
- Franz Ludwig Cancrin (1738–1816), Ingenieur, Mineraloge und Architekt, um 1773
- Albert Jacob Arnoldi (1750–1835), Theologe und Orientalist
- Johann Lorenz Zimmermann (1762–1834), Professor der Theologie
- Carl Daub (1765–1836), Theologe
- David Theodor August Suabedissen (1773–1835), Theologe, Pädagoge und Philosoph
- Johann Heinrich Kopp (1777–1858), Mediziner und Naturforscher
- Karl Christian Wolfart (1778–1832), Mediziner
- Johannes Schulze (1786–1869), Gründungsdirektor des großherzoglichen Gymnasiums (Fusion der Hohen Landesschule mit dem lutherischen Gymnasium), 1812 bis 1816
- Friedrich Rückert (1788–1866), Dichter, Sprachgelehrter und Übersetzer sowie einer der Begründer der deutschen Orientalistik. Rückert wurde im November 1812 als „vierter ordentlicher Professor“ an die Schule berufen, verließ Hanau jedoch schon Ende Januar 1813 aufgrund der politischen Situation im Großherzogtum Frankfurt.[6]
- Hermann Hupfeld (1796–1866), Orientalist und Theologe, von 1819 bis 1822
- Georg Wilhelm Matthias (* 30. Dezember 1809), Theologe, Direktor von Ostern 1850 bis September 1853
- Karl Wilhelm Piderit (1815–1875), Klassischer Philologe, Direktor 1853 bis 1875
- Reinhard Suchier (1823–1907), Altphilologe und Historiker
- Philipp Braun (1844–1929), Altphilologe, Direktor von 1888 bis 1919
- Georg Wolff (1845–1929), Archäologe, ab 1870 bis 1889

## Absolventen

### 17. Jahrhundert
- Johann David Welcker (1631–1699), Maler[7]
- Daniel Wolfgang Dopff (* 10. Januar 1650; † 25. April 1718), Wien, 17. Oktober 1685 in den Reichsadelsstand erhoben als Daniel Wolff von Dopff[8]. Festungsbaumeister, General in niederländischen Diensten, (Militär)Gouverneur von Maastricht. Schüler vom 18. März 1660 bis 1664, Examen Autumnale.[9]
- Otto Philipp Zaunschliffer (1653–1729), Jurist und Professor an der Universität Marburg[10]
- Charles Ancillon (1659–1715), Jurist, Gesandter, Polizeidirektor von Berlin[11]
- Friedrich Christian Seifert von Edelsheim (1669–1722), Kammerpräsident („Finanzminister“) und Chef der Regierung der Grafschaft Hanau[12]
- David Ancillon, der Jüngere (1670–1623)[13]
- Cornelius van den Velde (1670–1731), Rechtswissenschaftler und Hochschullehrer
- Friedrich Grimm (der Ältere) (1672–1748), Urgroßvater der Brüder Grimm und leitender Geistlicher der Reformierten Kirche in der Grafschaft Hanau-Münzenberg
- Johann Ludwig Nüscheler (1672–1737), Antistes der Züricher Kirche[14]
- Jacob van den Velde (1676–1737), Mediziner und Hochschullehrer
- Heinrich Jacob van Bashuysen (1679–1750), Theologe und Orientalist – Professor und Rektor der Hohen Landesschule

### 18. Jahrhundert
- Friedrich Grimm (der Jüngere) (1707–1777), Großvater der Brüder Grimm und Pfarrer in Steinau an der Straße
- Georg Joachim Zollikofer (1730–1788), Theologe und Kirchendichter[Anm. 1]
- Philipp Wilhelm Grimm (1751–1796), Vater der Brüder Grimm, Stadtsekretär von Hanau und Landschreiber des Amtes Büchertal, ab 1791 Amtmann von Schlüchtern und Steinau
- Friedrich Maximilian von Günderrode (1753–1824), Jurist, Verwaltungsbeamter und letzter Stadtschultheiß der Freien Reichsstadt Frankfurt am Main
- Willem Frederik Röell (1767–1835), niederländischer Außenminister[Anm. 2]
- Karl Reinhard Müller (1774–1861), Mathematiker und Ehrenbürger Marburgs
- Johann Peter Krafft (1780–1856), Genre-, Historien- und Porträtmaler

### 19. Jahrhundert
- Heinrich Kuhl (1797–1821), Zoologe und Naturforscher
- Moritz Daniel Oppenheim (1800–1882), Maler. Er war der erste Schüler jüdischen Glaubens, der die Hola besuchte.[15]
- Carl Friedrich Wilhelm Ludwig (1816–1895), bedeutender Physiologe und der Erfinder des Kymographen besuchte die Schule 1825–1834
- Hermann Kopp (1817–1892), Chemiker
- Friedrich Hufnagel (1840–1916), Theologe
- Gustav Schenk zu Schweinsberg (1842–1922), Direktor des Hessischen Staatsarchivs Darmstadt
- Gustav Adolf von Deines (1852–1914)
- Richard Küch (1860–1915), Physiker und Chemiker, Abitur 1878
- Wilhelm Koch (1863–1942), Präsident der Reichsversicherungsanstalt für Angestellte
- Georg Lucas (1865–1930), Präsident des Reichswirtschaftsgerichts

### 20. Jahrhundert
- Aloys Ruppel (1882–1977), Bibliothekar, Archivar und Historiker, Abitur 1904
- Hermann Krause (1908–1988), Bürgermeister von Hanau, Landtagsabgeordneter[16]
- Peter Brang (1924–2019), Slawist[17]
- Gerhard Bott (1927–2022), Kunsthistoriker[18]
- Horst Bingel (1933–2008), Schriftsteller[19]
- Peter Bannasch (* 1934), Onkologe und Pathologe, Abitur 1954[20]
- Martin Kohlhaussen (* 1935), 1991 bis 2001 Vorsitzender des Vorstandes der Commerzbank AG sowie von 1997 bis 2000 Präsident des Bundesverbandes deutscher Banken[21]
- Konrad Quillmann (1936–2002), Künstler (Keramik) und Kunsterzieher, Abitur 1957
- Ulrich Eisenberg (* 1939), Rechtswissenschaftler, Abitur 1959
- Eckhard Meise (* 1940), Altphilologe und Historiker
- Lothar Klemm (* 1949), hessischer Minister und Landtagsabgeordneter[22]
- Jürgen Osterhammel (* 1952), Historiker[23]
- Felix Magath (* 1953), Fußballtrainer, -manager und -spieler
- Thomas Gebauer (* 1955), Mitbegründer der Internationale Kampagne zum Verbot von Landminen (ICBL)
- Reinhard Dietrich (* 1957), Jurist und Historiker, Abitur 1976
- Rolf Kanies  (* 1957), Schauspieler, Abitur 1977
- Bruno Preisendörfer (* 1957), Schriftsteller, Abitur 1977
- Dominic Raacke (* 1958), Tatort-Schauspieler, Abitur 1977
- Maria Happel (* 1962), Schauspielerin, Abitur 1981[24]
- Jutta Wilke (* 1963), Juristin und Schriftstellerin, Abitur 1982
- Thomas Berthold (* 1964), Fußballweltmeister, Abitur 1983[25]
- Michael Maaser (* 1964), deutscher Historiker und Archivar
- Andreas Hieke (* 1966), Fernsehjournalist, Abitur 1985
- Thomas Walter (* 1966), Informatiker
- Tobias Rathjen (1977–2020), Rechtsterrorist (rassistisches Attentat in Hanau am 19. Februar 2020), Abitur 1996

### 21. Jahrhundert
- Christian Volkmann (* 1981), Schauspieler[24]
- Jan Lennard Oehl (* 1993), Bundestagsabgeordneter, Abitur 2012[26]